# Imroz

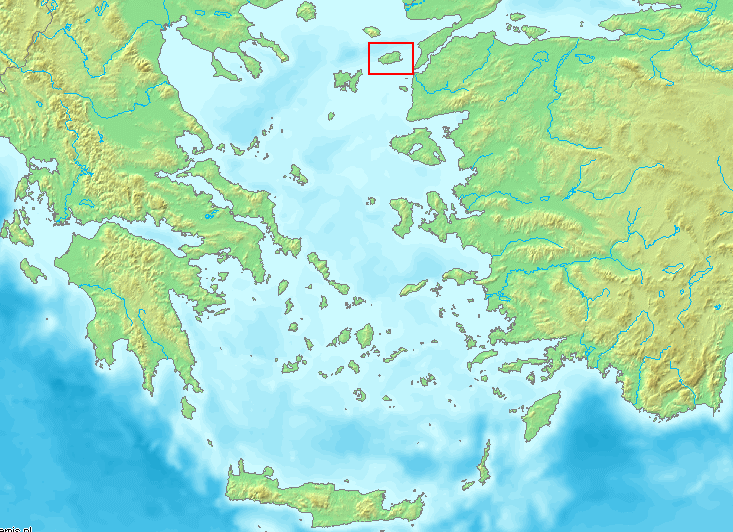
Położenie wyspy na Morzu Egejskim

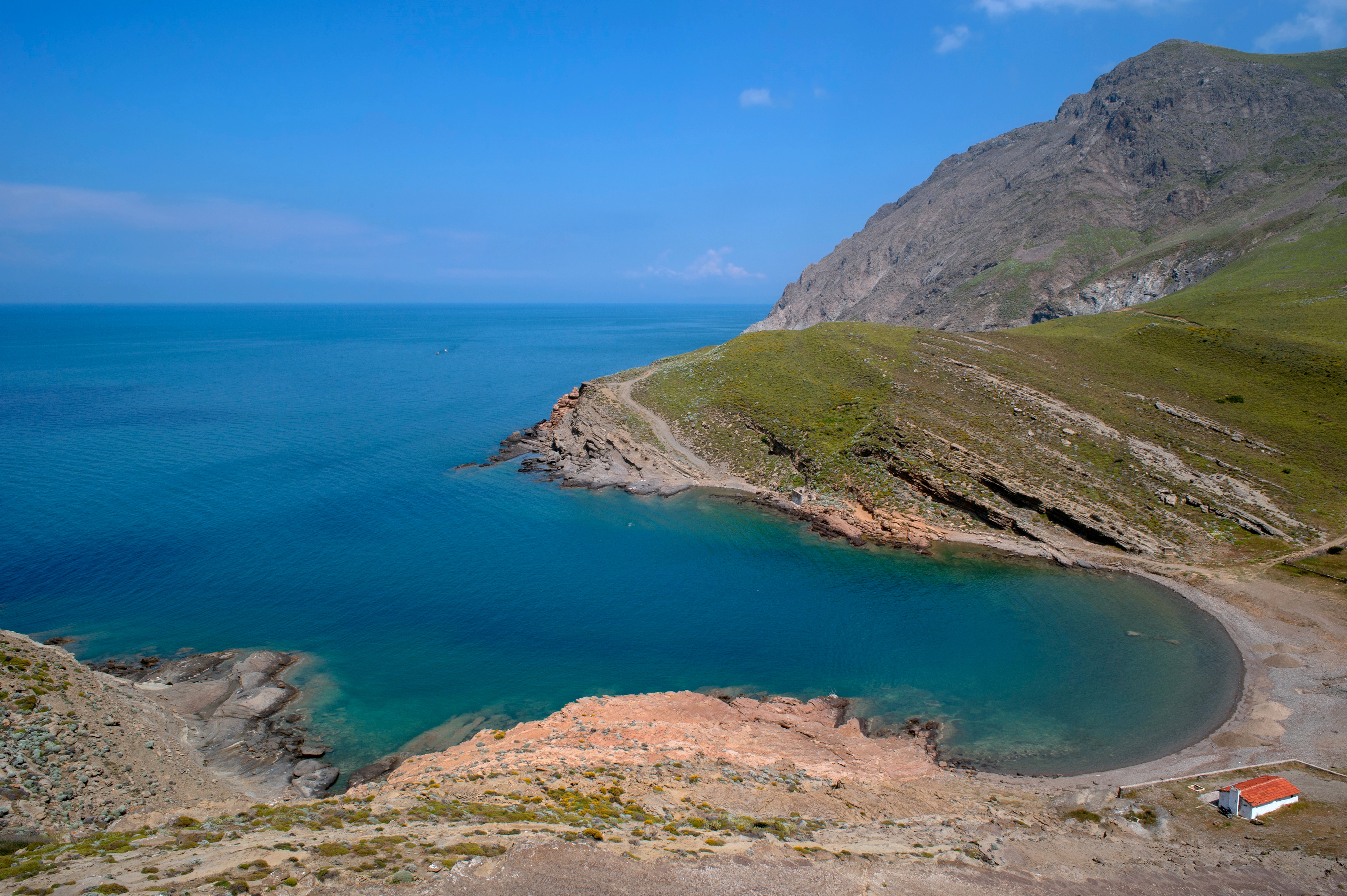
Plaża na wyspie Imroz

Imroz inaczej Imbros, Imvros lub Imroz Adasi (gr. Ίμβρος Ímvros, tur. Gökçeada, osm. ايمروز) – największa i najbardziej na zachód wysunięta wyspa turecka na Morzu Egejskim (a konkretniej na Morzu Trackim) w pobliżu cieśniny Dardanele w prowincji Çanakkale. Powierzchnia 279 km², 10 348 mieszkańców (2022). Wyspa jest znana z winnic i produkcji wina.

## Historia

### W mitologii
Według mitologii greckiej pałac Tetydy, matki Achillesa, położony był pomiędzy Imbros a Samotraką. Według relacji Homera stajnie koni Posejdona znajdowały się pomiędzy Imbros i Tenedos.

### W starożytności
W starożytności, Imbros, podobnie jak Lemnos, była kolonią Aten. Pierwotnymi mieszkańcami Imbros byli Pelazgowie. Miltiades odbił wyspę Persji po bitwie pod Salaminą w 2. poł. VI w. p.n.e. Kolonia powstała około 450 r. p.n.e. i przez następne sześć wieków (z krótkimi przerwami) należała do Aten.

### Pomiędzy Turcją a Grecją
Przed i zaraz po I wojnie światowej populacja Imbros była w większości grecka. W 1927 roku Grecy stanowili 97% mieszkańców wyspy.
Z powodu korzystnego strategicznego położenia Imbros w pobliżu cieśniny Dardanele, zachodnie państwa, zwłaszcza Wielka Brytania nalegały pod koniec wojen bałkańskich w 1913 roku żeby wyspa pozostała w Imperium Osmańskim, podczas kiedy pozostałe wyspy Egejskie miały zostać odstąpione Grecji.
W 1920 roku, Traktat w Sèvres zwrócił wyspę Grecji. Wskutek przegranej przez Grecję wojny grecko-tureckiej (1919–1922), 24 lipca 1923 podpisano pokojowy Traktat w Lozannie, zgodnie z którym Imbros miała się stać częścią Turcji. Jednocześnie Traktat gwarantował zamieszkałej wyspę ludności greckiej podstawowe prawa i pewnego rodzaju autonomiczny administracyjny status Greków tak na Imbros, jak i na sąsiednim Tenedos. Traktat miał zagwarantować, że w związku z tym, że Grecy stanowili większość etniczną wyspy, nie zostaną oni objęci programem wysiedleń i wymianą ludności między Grecją i Turcją.
W 1926 roku prawa przyznane mniejszości greckiej przez Traktat zostały przez Turcję odwołane, naruszając jego postanowienia. W ciągu następnych lat grecka ludność wyspy cierpiała prześladowania ze strony tureckiej, dochodziło do gwałtów i morderstw, na wyspie stworzono otwarte więzienie, zniszczone zostały kościoły i dobytki Greków. W chwili obecnej ludność grecka na wyspie Imbros wynosi mniej niż 250 osób.

## Geografia
Najbardziej znane miejscowości:
- Çınarlı (gr. Παναγιά η Μπαλωμένη, Panaghia i Balomeni)
- Bademli köyü (gr. Γλυκί, Gliky)
- Dereköy (gr. Σχοινούδι, Shinoudi)
- Kaleköy (gr. Κάστρο, Kastro)
- Şirinköy (ładna wieś)
- Tepeköy (gr. Αγρίδια, Agridia)
- Yeni Bademli köyü (nowa migdałowa wieś)
- Yenimahalle (gr. Ευλάμπιο, Evlampio)
- Zeytinli köyü (gr. Άγιοι Θεόδωροι, Aghii Theodori)

## Atrakcje
Najbardziej atrakcyjne miejscowości:
- Aydıncık lub Kefaloz (gr. Κέφαλος, Kefalos) – plaża idealna do surfowania.
- Kapıkaya (gr. Στενός, Stenos) – plaża.
- Marmaros – plaża z małym wodospadem.
- Pınarbaşı (gr. Σπηλιά, Spilia) – największe źródło wody na wyspie.

## Osoby związane z Imbrosem
- Bartłomiej I (patriarcha Konstantynopola)
- Jakub (arcybiskup Ameryki)